# Tanadak
Tanadak (in lingua aleutina Tanaadax) è una piccola isola disabitata delle Delarof orientali nell'arcipelago delle Aleutine e appartiene all'Alaska (USA). Registrata dal capitano Teben'kov della Marina imperiale russa nel 1852.
L'isola è lunga circa 800 metri e si trova 2,5 km ad ovest dell'isola di Ulak.